# Miami (Oklahoma)
Miami è un comune degli Stati Uniti d'America, situata in Oklahoma, nella contea di Ottawa, della quale è anche il capoluogo.